# Isatis multicaulis
Isatis multicaulis là một loài thực vật có hoa trong họ Cải. Loài này được (Kar. & Kir.) Jafri mô tả khoa học đầu tiên năm 1973.